# Eugenia acutissima
Eugenia acutissima är en myrtenväxtart som beskrevs av Ignatz Urban och Erik Leonard Ekman. Eugenia acutissima ingår i släktet Eugenia och familjen myrtenväxter. IUCN kategoriserar arten globalt som akut hotad. Inga underarter finns listade i Catalogue of Life.